# Сказ (театр)
Новокузне́цкий теа́тр ку́кол «Сказ» имени народного артиста РФ Владимира Машкова — один из старейших театральных коллективов Кузбасса, основанный в 1942 г. С 1 июня 2022 г. располагается в здании бывшего кинотеатра «Коммунар» по адресу проспект Металлургов, 18.

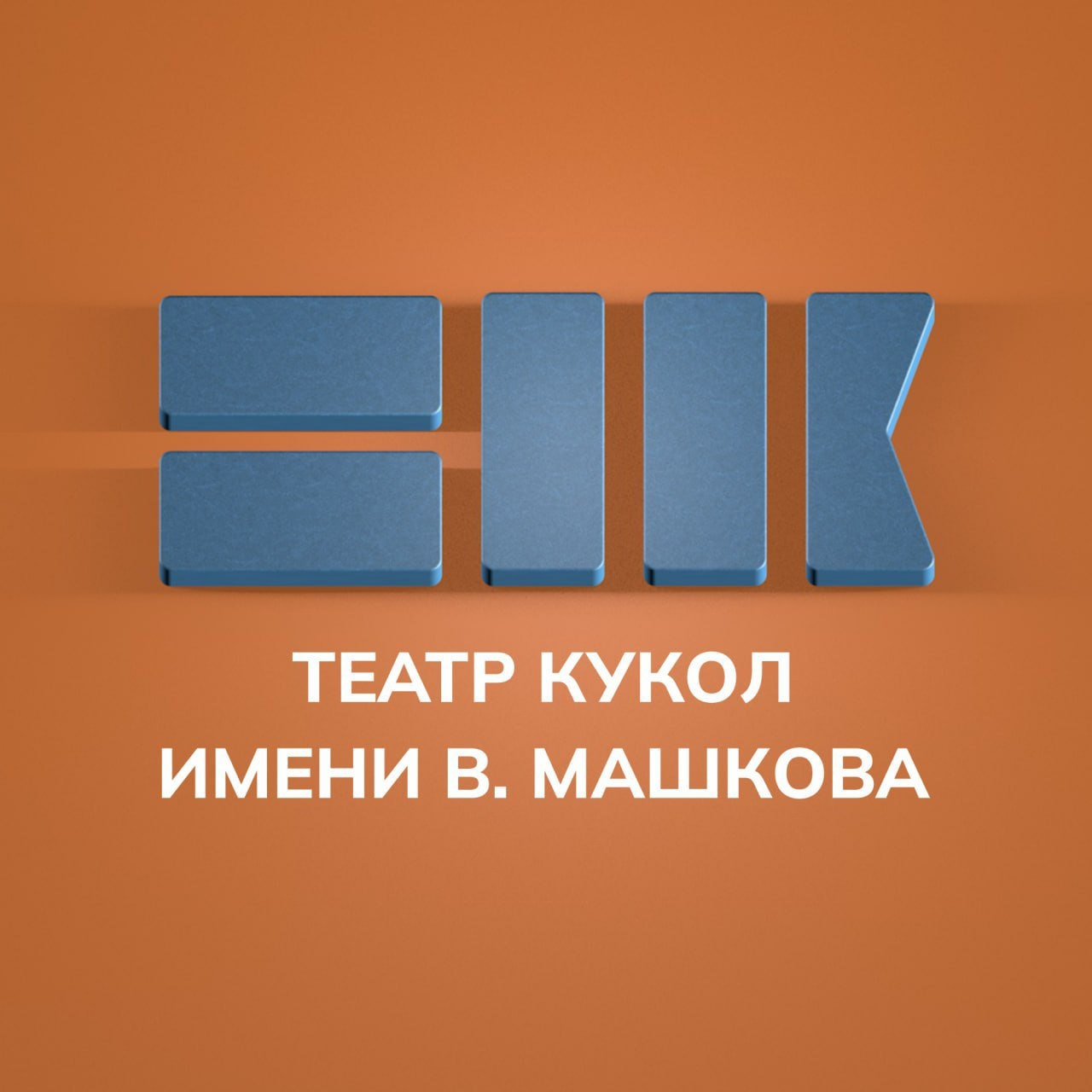
Новый логотип театра

## История
Театр был основан 8 февраля 1942 г., когда состоялась премьера первого спектакля «Волк и семеро козлят», благодаря актёрам эвакуированного Новосибирского театра «Красный факел».
В 1961 г. часть труппы переехала в Кемерово, где создала Кемеровский областной театр кукол имени Аркадия Гайдара. В 1966 г. Новокузнецкий театр кукол открыл сезон в новом помещении — бывшем актовом зале Сибирского металлургического института по проспекту Металлургов, 31. Реконструкцию помещения по проекту архитектора В. И. Геращенко осуществили «Кемеровогражданпроект» и трест «Кузнецкжилстрой». В театре появился зрительный зал на 89 мест и специализированные помещения.
В 1970-х гг. в Новокузнецкий театр кукол из Фрунзе приезжают родители будущего Народного артиста России Владимира Машкова Лев Петрович Машков и Наталья Никифорова, которая становится главным режиссёром театра.
С 1994 г. главным режиссёром театра становится Юрий Самойлов, который позже получит звания заслуженный деятель искусств Автономной Республики Крым (2001) и заслуженный артист Российской Федерации (2004). В этой должности проработал до 2024 года.
Юрий Самойлов придумал название «Сказ» и логотип театра.
Театр является организатором создания в 1999 г. товарищества-объединения театров кукол Сибирского региона в рамках МАСС Сибири.

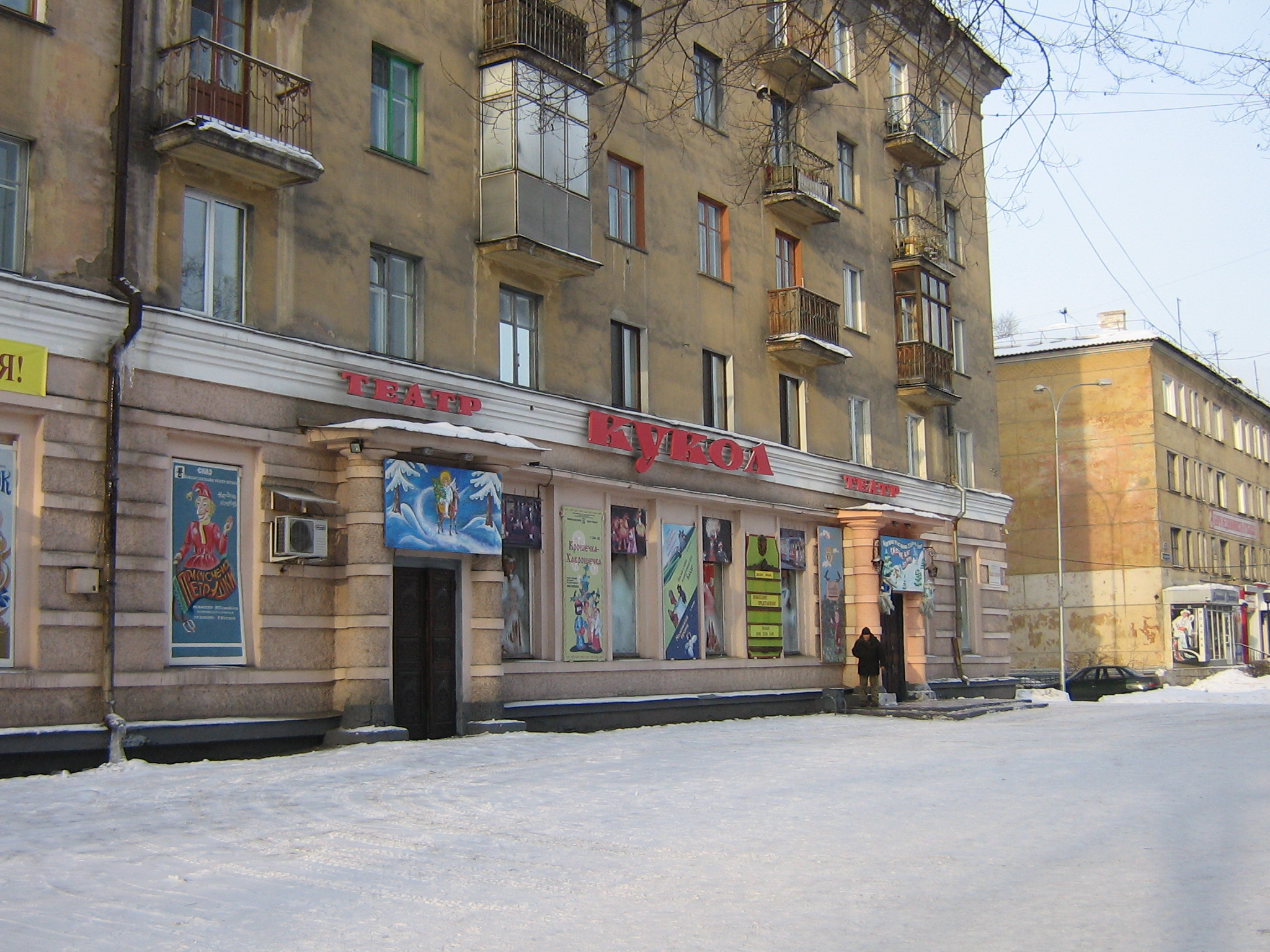
Предыдущее здание театра, которое располагалось по адресу пр-т Металлургов, 31

С 1 июня 2022 г. «Сказ» работает в здании кинотеатра «Коммунар», в котором с 2016 г. шла реконструкция по новому проекту. Зрительный зал в новом театре рассчитан на 235 мест.
25 августа 2022 г. директором Новокузнецкого театра кукол «Сказ» назначена Екатерина Носова.
28 сентября 2022 года между Новокузнецким театром кукол «Сказ» и Горловским театром кукол подписано соглашение о творческом сотрудничестве.
5 июня 2023 г. в здании на Металлургов, 31 открылся театр «Кукла лечит».
26 октября 2023 г. на базе Новокузнецкого театра кукол начала работу «Лига школьных театров Кузбасса».
В новом здании театра кукол «Сказ» находятся отреставрированные витражи, сохраненные в первоначальном виде (1980 гг.), которые сделал художник, график и дизайнер Н. С. Статных. Первоначально они были созданы для кинотеатра «Коммунар».

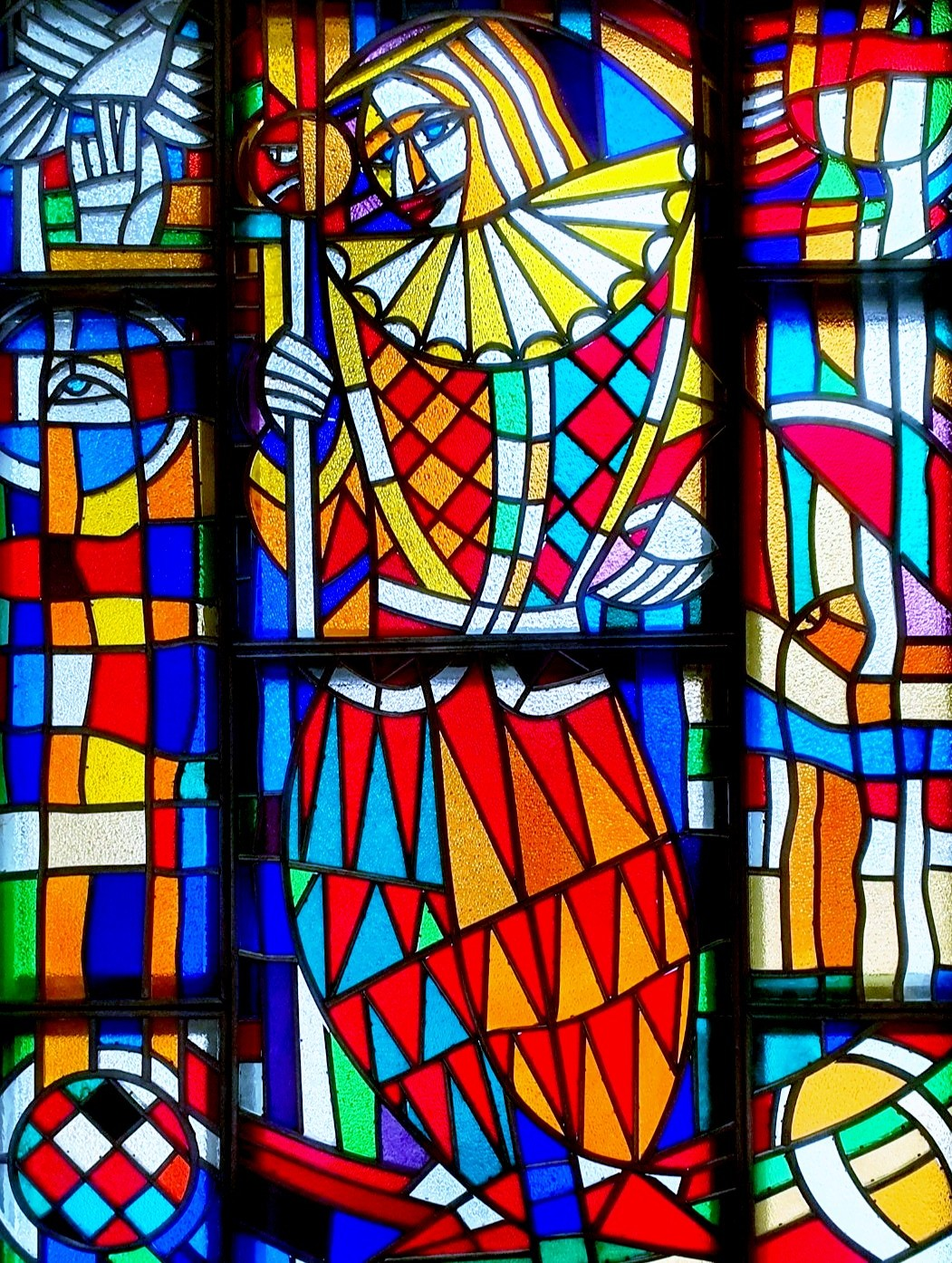
Витраж «Арлекин» в парадном фойе театра (1980 гг., автор Н. С. Статных)

25 января 2024 г. по распоряжению правительства Кемеровской обл. (Кузбасса) Новокузнецкому театру кукол «Сказ» присвоен статус «имени народного артиста Российской Федерации Владимира Машкова».
9 июня 2024 г. театр презентовал новый фирменный стиль и логотип. В основе концепции фирменного стиля театра лежит идея о создании миров с помощью простых геометрических фигур, складывая которые ребёнок познаёт окружающий мир.

## Репертуар[10]
Репертуар театра насчитывает свыше 30 спектаклей как детских, так и взрослых, наиболее значимые постановки:
- «Алые паруса» А. Грин (реж. А. Бессчастнова)
- «Тайна снежных гномов» (реж. Н. Крамер)
- «Мой бело-нежно-снежный друг» Д. Войдак (реж. М. Лелека)
- «Африканская сказка» Х. Гюнтер (реж. Н. Крамер)
- «Пер Гюнт» Г. Ибсен (реж. К. Балакин)
- «Щелкунчик» Э. Т. А. Гофман (реж. Н. Крамер)
- «Хрустальный башмачок» Ш. Перро (реж. К. Балакин)
- «Цирк, или Кукольное представление на земле и под водой» Д. Хармс (реж. Н. Крамер)
- «Сестрица Алёнушка и братец Иванушка» А. Афанасьев (реж. Е. Тарасова)
- «Мальчик из Малаги» А. Ремез (реж. А. Бессчастнова)
- «Клубочки-уголочки» (реж. О. Серебренникова)
- «Крошечка-Хаврошечка» (реж. Ю. Самойлов)
- «Дорофей» (реж. Г. Гольдман)
- «Мальчик-с-пальчик» (реж. Ю. Самойлов)
- «Приятного аппетита!» (реж. Г. Гольдман)
- «Три медведя» (реж. Л. Устинов)
- «Сказка о рыбаке и рыбке» (реж. Г. Гольдман)
- «Конек-горбунок» (реж. Ю. Самойлов)
- «Сказ о том, как Кощей к Яге свататься ходил» (реж. Ю. Самойлов)
- «Муха-Цокотуха» К. Чуковский (реж. Е. Тарасова)
- «Петрушка Уксусов» (реж. И. Карпов)
- «Сказка о Золотом петушке» А. Пушкин (реж. И. Карпов)

## Награды
- 2003 — театр выиграл грант «Сороса» и стал одним из трёх учредителей (Новокузнецк, Ярославль, Санкт-Петербург) I-го международного педагогического фестиваля «КуклоМания» — «Петербургский диагноз».
- 2003 — диплом Международного фестиваля КУКART-VI (спектакль «Петрушка и царевна-лягушка» получил приз зрительских симпатий).
- 2004 — специальный приз «За сохранение и развитие народного театра кукол» (спектакль «Петрушка и царевна-лягушка») международного фестиваля в Харькове[11].
- 2004 — бронзовый сертификат на международном фестивале HIGHFEST.
- 2005 — серебряный сертификат на международном фестивале HIGHFEST.
- 2006 — победитель в номинации «За сбережение народных традиций в кукольном театре» на фестивале «Интерлялька-2006» в городе Ужгород (детский спектакль «Приключения Петра Ивановича Уксусова»)[12].
- 2023, 2024 — театр выиграл грант по программе «Особый взгляд» благотворительного фонда Алишера Усманова «Искусство, наука и спорт» на развитие тифлокомментирования спектаклей.
- 2024 — Театр кукол им. В. Машкова выиграл грант Российского фонда культуры на постановку спектакля «А зори здесь тихие»